# Lenka Kabrhelová
Lenka Kabrhelová (* 28. srpna 1977 Smržovka) je česká novinářka, rozhlasová moderátorka a reportérka, v letech 2019 až 2022 tvůrkyně a moderátorka zpravodajského podcastu Českého rozhlasu Vinohradská 12, od dubna 2022 do srpna 2024 tvůrkyně a moderátorka zpravodajského podcastu Seznam Zpráv 5:59.

## Život
Pochází z města Smržovka v okrese Jablonec nad Nisou. Vystudovala obory žurnalistika a masová komunikace na Fakultě sociálních věd Univerzity Karlovy v Praze (získala titul Mgr.). Působila jako zahraniční zpravodajka v Rusku (2008–2013) a v USA (2013–2017). V roce 2017 byla v USA oceněna významným stipendiem udělovaným novinářům Nieman Fellowship na Harvardově univerzitě, kde se během svého stipendijního pobytu věnovala tématu polarizace médií a vztahů střední Evropy k Rusku a Spojeným státům americkým.
Působila v Českém rozhlase jako reportérka a moderátorka. Od dubna 2019 byla tvůrkyní a moderátorkou jednoho z nejposlouchanějších českých podcastů Vinohradská 12. Podcast byl v letech 2020 a 2021 vyhlášen Podcastem roku v kategorii veřejnoprávní podcast. V lednu 2022 oznámila, že od jara téhož roku přechází i se svými kolegy pod Seznam Zprávy. Poslední díl Vinohradské 12, který moderovala, byl odvysílán 1. března 2022. Jejím nástupcem se stal Matěj Skalický.
Od dubna 2022 vytvářela se svým týmem zpravodajský podcast Seznam Zpráv s názvem 5:59, který také moderovala. První díl se odvysílal dne 11. dubna 2022. Od září 2024 ji však dočasně nahradila Kateřina Šafaříková, jelikož Kabrhelová ohlásila pauzu a odchod na mateřskou dovolenou.
Za rok 2008 získala ocenění Novinářská křepelka, které se uděluje mladým a perspektivním novinářům do 33 let věku za jejich významný žurnalistický počin. Za rok 2020 obdržela Cenu Karla Havlíčka Borovského za podcast Vinohradská 12.